# Preuilly-la-Ville
Preuilly-la-Ville là một xã ở tỉnh Indre khu vực trung bộ Pháp. Xã này có diện tích 4,23 kilômét vuông, dân số thời điểm năm 1999 là 150 người. Khu vực này có độ cao trung bình 107 mét trên mực nước biển.

## Dân số
Thị trấn này nằm trong công viên tự nhiên vùng Brenne.